# キ83 (航空機)
三菱 キ83
戦後、アメリカ軍に接収され試験飛行中のキ83
- 用途：戦闘機
- 設計者：久保富夫
- 製造者：三菱重工業
- 運用者： 大日本帝国（日本陸軍）
- 初飛行：1944年11月
- 生産数：試作機4機
- 運用状況：退役

キ83は、第二次世界大戦時の大日本帝国陸軍の試作戦闘機。開発・製造は三菱重工業。設計主務者は久保富夫。
日本陸海軍機として日本で開発された航空機の中で史上最高速を記録したが、実用化前に第二次世界大戦終戦を迎えた。

## 開発
太平洋戦争（大東亜戦争）に先立つ日中戦争（支那事変）において、敵地深く進攻する日本軍の爆撃機は国民革命軍の迎撃戦闘機に遭ってしばしば手痛い損失を出した。また帝国陸軍は、敵地奥まで侵攻して爆撃する戦略爆撃の重要性を強く認識し、日中戦争では実際に中華民国政府が疎開した重慶を爆撃していたが、これを実行するには、爆撃機に随行して護衛できるだけの長い航続距離を持つ遠距離戦闘機の開発が必要不可欠であった。当時の単発機ではこの目標を達成できず、また戦略偵察機たる一〇〇式司令部偵察機（キ46）の後継機の必要性も同時期に囁かれていた。ここから双発複座の高速遠距離機の開発が唱えられた。
1941年（昭和16年）5月23日、陸軍は爆撃機の直掩を目的とした長距離戦闘機の開発を三菱に指示。この機体にはキ83のキ番号が与えられた。当初の要求概要は以下のとおりである。
- 機体は複座、前方と後方に武装を持つ。
- エンジンはハ104またはハ114、ハ203級を装備する。
- 最大速度は650km/hだが、将来的には700km/h以上出すことを目指す。
- 武装は20mm固定機関砲と7.7mm旋回機関銃。

というものだった。三菱は排気タービン付新型エンジンハ214ルを選定し、用途は爆撃機援護を最重要目的とした機体を設計した。既に太平洋戦争が始まっていた1942年（昭和17年）4月に実物大模型が完成し、審査を受けた。その時点では1943年（昭和18年）に試作1号機を完成させ、1944年（昭和19年）夏には審査を完了させる予定であった。
しかし、この段階で陸軍からの要望が二転三転し、基本仕様の決定が遅延することになった。戦闘機操縦者からは索敵視界の良好化、軽快性の向上のための機体の小型化、翼面積を小型化し34平方m程度にすることが強硬に求められた。これに対し、三菱側では、前方武装強化や後部席の武装廃止等の武装の変更、エンジンの変更を検討し、その度に仕様の見直しが行われた。運動性を重視するために単発化案まで提示された。加えて本機は、途中から海軍との共同開発となったため海軍側の要求も取り入れなければならなくなった。さらに陸軍は、この航空機を司令部偵察機（一〇〇式司偵の後続）や襲撃機としても転用できるよう汎用性を要求した。このような経緯から設計方針が固まらなかった。
結局、1943年7月8日、三菱ではこの航空機を双発複座戦闘機とした。後方武装（旋回機関銃）を廃止し、背部座席には特別な場合のみ同乗者を搭乗させるということで仕様を固めた。この仕様では、本機は高空での敵戦闘機を撃墜するための機体（高々度戦闘機）と定義されていた。さらに司偵への転用のため高速性能が重視された。胴体後部の同乗者席は天蓋を持たず、胴体上部と左右に設けられた窓で視界を確保した。
三菱ではこの仕様を基に設計・試作を進め、試作第1号機を1944年10月に完成させた。しかし、キ83は結局生産には入らなかった。それは、日に日に荒廃していく日本の航空産業の生産力が迎撃機に集中していたためである。

## 試験飛行から終戦まで

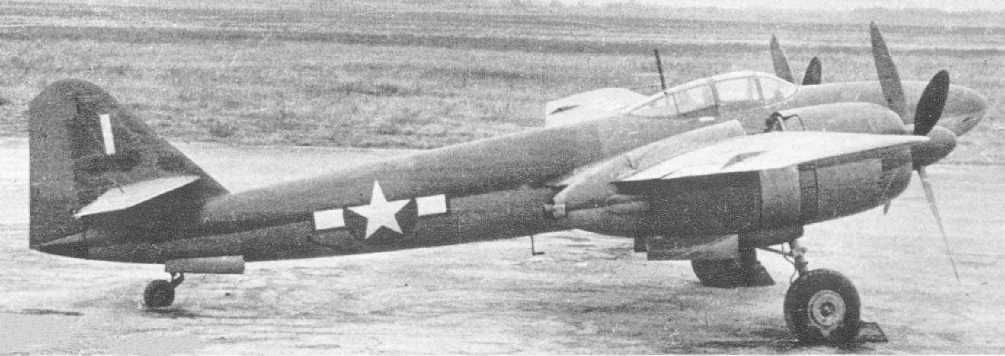
アメリカ軍に接収され同国の国籍標識を描いたキ83

1944年11月より各務原飛行場で審査が開始された。本機は従来機にない高翼面荷重にもかかわらず、離着陸、空中における舵の具合、その他主要特性は極めて良好で、一〇〇式司偵と比較しても操舵力は軽く、戦闘機としても満足すべき操縦性を有していた。速度については、計画値だった高度9,000mにおける704km/hには届かなかったが、それでも高度8,000mで686.2km/hを記録、また高度5,000mでは655km/hを発揮した。
高度3000mにおける定常円旋回性能は最速旋回（360度）で32秒、最小旋回半径は510m。同高度での宙返り性能は最速宙返り31秒、直径670mであった。
また、日本機には珍しく排気タービンによるエンジントラブルに悩まされる事が少なかったと伝えられている。
ただし欠点として、エンジンの振動が気になることと、尾部もまた振動して安定を損なう傾向があることが指摘された。尾部振動については取り敢えず水平尾翼に支柱を付けることで対応し、増加試作機において抜本的な改良を行うこととした。
続いて1945年4月までには2号機から4号機が完成したが、昭和東南海地震と空襲の激化がそれ以上の生産を阻んだ。このうち2号機は、3月の試験飛行時に風防・天蓋が破壊されて飛散する事故を起こして墜落し、テスト・パイロットが殉職する事故を起こして失われた。また、3号機と4号機は6月に行われた各務原飛行場への空襲によって破壊、焼失した。
終戦時には松本飛行場（長野県）に疎開して試験を続けていた1号機のみが残ったが、進駐してきた連合国軍の1国であるアメリカ軍に現地で接収される。1号機はそのまま松本飛行場で性能試験を受け、アメリカ軍機用のハイオクタン価燃料を使用し、高度7,000mにおいて計画値を大幅に上回る最大速度762km/hを記録した。この記録が間違いなければ、1943年に高速研究機キ78「研三」が記録した699.9km/hやアメリカ軍最速のP-51H（同高度で759km/h）を超えるものであるが、記録自体は戦後の混乱に紛れた。なお研三の記録は高度3,527mでのもので、P-51は単発機であるなど条件が異なる。機体は後に技術的検査のためにアメリカ本土に輸送されたが、同地における性能試験の記録は伝わっておらず、後に焼却処分になっている。
もし戦時中に実戦配備されていれば、アメリカ海軍のF7Fとよく似た性格の双発高速機になっただろうと考えられる。実際そのシルエットは非常に似通っており、細長の胴体に翼下の強力な双発エンジンという発想を同じくしていた。

## 構造
設計主務の久保技師は、当時一般的であった胴体外形線をフリーハンドから起こす手法を非科学的であるとして嫌い「真の流線形とは連続した線で形成されるもので数値化できるものである」という固い信念のもと、東條輝雄技師が大変な労力で数値化流線形の計算作業を行い、久保主務の承認を得るまで二十数回やりなおしたという。
本機の構造はオーソドックスな中翼単葉、双発形式である。翼は層流翼形を採用し、全金属製、応力外皮構造、後縁にスプリットフラップ
が装備されている。機体外板は一定方向に長い帯状（シワが出やすい）を避け、引張りプレスで整形した広板を使用して結合点の減少と平滑化を狙っている。
エンジンカウルは抵抗低減のため直径をギリギリに抑え、外形を崩さないようエンジン吸入口もカウル内に開口していたが、入口面積が小さく予定の馬力が出なかったため、前後列上部8気筒の隙間を通すよう分岐した形状に改めて馬力が出るようになった。またプロペラスピナー後方はエンジンがむきだしの機体が多い中でキ83は気筒前面まで整流カバーが取付けられている。
降着装置はエンジンナセル内に後方引き込み式に格納される。脚はオレオ緩衝機構を持ち、160km/hから180km/hで着陸する本機の衝撃を受け止める。尾輪は空気抵抗軽減のため引き込み式。
電気系統には初めての試みとして、プラス線のみ配線しマイナスは機体全体に流す単線配線が採用され、工数資材の節約に役だった。
本機は紆余曲折を経て設計案がまとめられた戦闘機であり、内部構造は異色である。一〇〇式司偵や二式複座戦闘機「屠龍」（キ45改）のように、後席が専用の天蓋を持って胴体上部に突出しておらず、後席は胴体内に全て収められている。後席の同乗者の視界は胴体上部の窓、胴体側面左右に設けられた窓によって確保される。後方武装（旋回機関銃）は一〇〇式司偵三型（キ46-III）と同様に装備されていない。キ83は戦闘機的な性格が強く、同乗者を考慮しない単座戦闘機型と、同乗者を考慮する指揮官機型の区別があった。しかしながら司偵的な性格として四式自動操縦装置や充実した無線装置・航法装備を備えている。この後席と胴体前方にある前席との間には巨大な燃料タンクが配置されている。後席と前席の連絡には三号機内通話装置二型を使用した。
また、本機は陸軍機の長所として同時期の戦闘機と同じく充実した防弾装備が施されている。操縦者席背面および同乗者席背面には12mm厚の防弾鋼板が、さらに操縦者席頭部後面には8mm厚の鋼板が装備されていた。翼内燃料タンクは自動消火装置を装備している。また、左右翼内の1番から3番までの燃料タンク内には窒素ガスを封入し、気化したガソリンが被弾時に爆発しないよう防御を施した。この部分のタンクの容量合計は1,560lに達しており、爆発の危険を軽減することは非常に重要であった。胴体内部の主タンクはセルフシーリング式にゴムで覆われて防漏タンク化されていた。ゴム厚は16mmであり、多層構造であった。
武装は機首に集中している。ホ155-I口径30mm機関砲2門、ホ5口径20mm機関砲2門を胴体前部下面に備えている。弾薬はホ155-Iが各80発、ホ5が各160発であった。これらの武装は12mm厚の防弾鋼板で防御されていた。

## 派生形

### キ83甲
計画当初の呼称。遠距離戦闘機型である。

### キ83乙
計画当初の呼称。司令部偵察機型である。

### キ95
1941年6月、陸軍は一〇〇式司偵の後継機開発を三菱に指示した。三菱は同時期に開発していたキ83を小改造して、司偵化することを計画した。胴体部分を再設計して操縦席後部の同乗者席を偵察者席に改良したことがキ83との大きな違いであった。しかし、ベースとなるキ83の開発遅延に加え、空襲の激化による戦局の悪化と地震の被害が重なり、開発は計画だけで終わった。

### キ103
襲撃機型。三菱にキ番号が与えられたものの計画のみに終わった。

## 性能諸元
計画値
- 全長： 12.50 m
- 全高： 4.60 m
- 全幅： 15.50 m
- 主翼面積： 33.52m2
- 翼型： 三菱 MAC357系
- 主翼取付角： 2 度 （翼端 0 度）
- 縦横比： 7.16
- 自重： 5,980kg
- 全備重量： 8,795 kg
- 翼面荷重： 265kg/m2
- 発動機： ハ211ル × 2 
  - 過給器：遠心式1段2速機械過給器+遠心式1段排気タービン過給器
  - 離昇馬力
    - 2,100HP / 2,900rpm

  - 公称馬力　
    - 1,930HP / 2,800rpm（高度5,000m）
    - 1,720HP / 2,800rpm（高度9,500m）
- プロペラ直径： 3.5 m 4翅
- 最大速度： 704 km/h(10,000m)
- 巡航速度： 450km/h(4,000m)
- 実用上昇限度： 12,650 m
- 航続距離： 2,219 km（3,500km・落下タンク装備時）
- 武装
  - ホ155-I 30 mm機関砲 × 2 （機首装備）
  - ホ5 20 mm機関砲 × 2 （機首装備）
  - 爆弾 50 kg × 2
- 乗員： 2名

## 登場作品

### 小説
佐藤大輔「悪魔のハンマー」
沖縄戦に出撃する富嶽重爆と戦艦「大和」の護衛機として菊水作戦に参加する短編架空戦記。
檜山良昭「大逆転!幻の超重爆撃機『富嶽』」
日本が設立した戦略空軍の護衛戦闘機として正式採用され、「旋風」と命名され全編にわたって登場する。
安芸一穂「旭日旗、征く！」
「剣風」と命名されて正式採用されており、長距離航空作戦における主力戦闘機として運用されている。

### 漫画
『幻影第800』
戦場まんがシリーズの一編。日本陸軍の特殊実験隊、U800部隊に秘匿配備されている。

### ゲーム
『War Thunder』
プレイヤーの操縦機体として登場する。